# Ты только не плачь
«Ты только не плачь» — советский мелодраматический фильм 1979 года, снятый Алексеем Морозом на Киевской киностудии имени А. П. Довженко. Экранизация повести Сергея Иванова «Ольга Яковлева».
Премьера фильма состоялась 8 сентября 1980 года. Фильм посмотрели 2 млн зрителей за первый год демонстрации.

## Сюжет
Ученик из седьмого класса Генка Огоньков становится вожатым второклассников. Он стал таким после трагической гибели его родителей в экспедиции. Его подопечная Оля узнаёт об этом и старается помочь ему стать лучше, однако после очередного инцидента в школе Генка убегает из дома, оставив больного деда одного. Оля и её мама-врач заботятся о старике, а Генка отправляется в южный морской городок. Там он узнаёт, что опоздал на приём в мореходное училище. Встретив ребят-баскетболистов, он находит новых друзей и тренера, который убеждает его вернуться домой.

## Роли исполняют
- Лена Середа — Оля Яковлева
- Володя Чубарев — Генка Огоньков
- Павел Кадочников — Борис Платонович
- Валерия Чайковская — Анастасия Ивановна
- Юлия Ткаченко — Лёля Познанская
- Владимир Волков — Сергей Потапов
- Константин Степанков — тренер
- Александр Мовчан — Юлий Вячеславович
- Николай Мерзликин — Вячеслав Петрович
- Людмила Игнатенко — старшая пионервожатая
- Галя Ткаченко — Светлана
- Андрей Павлюс — Игорь
- Владик Петраш — Боря

## Съёмочная группа
- Режиссёр-постановщик: Алексей Мороз
- Авторы сценария: Михаил Герман, Сергей Иванов
- Оператор-постановщик: Виталий Зимовец
- Художник-постановщик: Лариса Жилко
- Композитор: Вячеслав Лиховид
- Звукооператор: Юрий Горецкий
- Государственный симфонический оркестр Украинской ССР, дирижёр Фёдор Глущенко

## Съёмки
Съёмки велись в городах Сухуми и Киев.